# Сицин
Сицин (пол. Sycyn, нім. Scheidenau) — село в Польщі, у гміні Оборники Оборницького повіту Великопольського воєводства.
Населення — 138 осіб (2011).
У 1975-1998 роках село належало до Познанського воєводства.

## Демографія
Демографічна структура станом на 31 березня 2011 року:
|          | Загалом | Допрацездатний вік | Працездатний вік | Постпрацездатний вік |
| -------- | ------- | ------------------ | ---------------- | -------------------- |
| Чоловіки | 71      | 17                 | 47               | 7                    |
| Жінки    | 67      | 15                 | 38               | 14                   |
| Разом    | 138     | 32                 | 85               | 21                   |